# Karin Wahlberg
Karin Wahlberg (* 10. Oktober 1950) ist eine schwedische Ärztin und Schriftstellerin. Mit ihren Romanen über die Chirurgin Veronika Lundborg-Westman gehört sie gegenwärtig zu den erfolgreichsten Krimiautoren Schwedens.
Wahlberg wuchs in Kalmar auf. Nach ihrer Ausbildung arbeitete sie zunächst mehrere Jahre in Lund und Växjö als Lehrerin. Im Alter von 36 Jahren kehrte sie an die Universität zurück und nahm ein Medizinstudium auf. Seit dessen Abschluss arbeitet als Ärztin am Universitätskrankenhaus Lund.
Neben ihrer beruflichen Tätigkeit baute sie sich erfolgreich eine Karriere als Schriftstellerin auf. 2001 veröffentlichte sie mit Die falsche Spur ihren ersten Kriminalroman, der sich in ihrer Heimat auf Anhieb zu einem Bestseller entwickelte. Inzwischen sind acht ihrer Bücher auch in deutscher Sprache erschienen.
Ab 2013 erschien in Schweden eine Serie von Romanen, die die Krankenhauswelt der 1950er Jahre in der fiktiven Kleinstadt Ekstad in den Mittelpunkt stellen. Im ersten der drei Romane, Än finns det hopp (Noch besteht Hoffnung) von 2013, steht die Polioepidemie ab 1953 im Mittelpunkt der Ereignisse. In darauffolgenden Romanen Livet går vidare (Das Leben geht weiter) von 2015 und Lätta ditt hjärta (Red es dir von der Seele) werden die Lebensgeschichten der von Anfang an Beteiligten weitererzählt. Dabei werden neben den Lebensgeschichten sämtlicher Personen aller am Krankenhaus beschäftigten Personalkategorien auch gesellschaftliche Veränderungen und medizinische Fortschritte mit großer Eindringlichkeit und Spannung gestaltet.

## Werke
Kriminalreihe Veronika Lundborg & Claes Claesson
- Die falsche Spur. (Orig.-Ausg.: „Sista jouren“, Kriminalroman, Aus dem Schwed. von Holger Wolandt). Goldmann, München, 2003, ISBN 3-442-72927-0.
- Ein plötzlicher Tod. Übers. von Christel Hildebrandt. btb, München 2004, ISBN 3-442-73076-7.
- Kalter November. Aus dem Schwed. von Lotta Rüegger und Holger Wolandt-Rüegger. btb, München 2005, ISBN 3-442-73284-0.
- Tödliche Blumen. Aus dem Schwed. von Antje Rieck-Blankenburg. btb, München 2005, ISBN 3-442-73348-0.
- Verdacht auf Mord. Aus dem Schwed. von Lotta Rüegger und Holger Wolandt. btb, München 2007, ISBN 978-3-442-73582-2.
- Der Tröster. Aus dem Schwed. von Holger Wolandt und Lotta Rüegger. btb, München 2008, ISBN 978-3-442-73790-1.
- Tödliche Geschäfte. Aus dem Schwed. von Lotta Rüegger und Holger Wolandt. btb, München 2010, ISBN 978-3-442-73942-4.
- Tod in der Walpurgisnacht. Aus dem Schwed. von Susanne Dahmann. btb, München 2011, ISBN 978-3-641-11249-3.
- Än finns det hopp. Månpocket, Stockholm 2013, ISBN 978-91-7503-324-2.
- Livet går vidare. Månpocket, Stockholm 2015, ISBN 978-91-7053-484-3.
- Lätta ditt hjärta. Månpocket, Stockholm 2018, ISBN 978-91-7503-858-2.

Sonstige
- Dienst an Heiligabend. (Erzählung, übersetzt von Lotta Rüegger) In: Elche im Schnee. Die schönsten Wintergeschichten von Mankell bis Edwardson. Piper, München / Zürich 2004, ISBN 3-492-24235-9.